# Dulcie Ethel Adunola Oguntoye
Dulcie Ethel Adunola Oguntoye, née Dulcie Ethel King  le 29 mai 1923, morte le 12 novembre 2018, est une juriste nigériane d'origine anglaise, devenue cheffe de tribu, deuxième femme juge du pays puis juge à la Haute Cour, après avoir servi pendant la Seconde Guerre mondiale, au sein de la RAF.

## Biographie
Dulcie Ethel King naît en 1923 à Gravesend, dans le Kent, en Angleterre.
Elle sert dans la Women's Auxiliary Air Force pendant la Seconde Guerre mondiale,.
Après la guerre, elle épouse le 16 novembre 1946 le chef tribal David Ojo Abiodun Oguntoye, le premier avocat issu du royaume d’Ijesha, qu'elle a rencontré pendant la guerre alors qu'il servait également dans la Royal Air Force.  Elle s'inscrit pour étudier le droit au Middle Temple Inns of Court. Ils déménagent ensuite à Ibadan. Il lui donne le nom d'« Adunola ». Il épouse cinq autres femmes après elle. Ils fondent un cabinet d'avocats, Oguntoye & Oguntoye, en 1949.
En 1960, Dulcie Ethel Adunola Oguntoye renonce à sa nationalité britannique pour entrer dans la magistrature nigériane. En 1961, elle rejoint la magistrature de la région occidentale. En 1967, elle devient première magistrate à Lagos. En février 1976, Dulcie Ethel Adunola Oguntoye est nommée à la Haute Cour de l'État de Lagos,, première femme à siéger dans cet État et deuxième femme juge au Nigeria après Modupe Omo-Eboh. Elle est transférée à l'État d'Oyo nouvellement créé en 1978, et prend sa retraite en 1988. En 1978, elle est nommée Officier de l'Ordre de la République fédérale par le chef de l'État Olusegun Obasanjo.  Son mari meurt en juin 1997,. Elle est honorée du titre d'Iyalode de la ville d'Imesi-ile (en) dans le système de chefferie nigérian,.
Son autobiographie, Your Estranged Faces, est publiée en 2013. En 2016, les Nigerian Legal Awards l'ont récompensée pour sa contribution à la profession juridique du pays.  Elle meurt  en novembre 2018,.